# Schönberg (Mecklembourg)
Pour les articles homonymes, voir Schönberg.
Schönberg (ce qui signifie littéralement Beaumont) est une ville du Mecklembourg du nord-ouest en Allemagne du nord-est.

## Géographie
Schönberg est arrosée par un fleuve côtier, la Maurine. Elle se trouve à quinze kilomètres à l'est de Lübeck au bord de la Maurine. Outre la ville de Schönberg, la communauté municipale regroupe les villages et localités de Groß Bünsdorf, Klein Bünsdorf, Kleinfeld, Malzow, Retelsdorf, Rupensdorf et Sabow.

## Histoire
Schönberg a été mentionnée la première fois par écrit en 1219 en tant que résidence de l'évêque de Ratzebourg. L'évêché passe ensuite à la Réforme protestante au XVIe siècle, puis devient la principauté de Ratzeburg après la Guerre de Trente Ans, toujours au sein du Saint-Empire romain germanique. Il s'agrège au duché du Mecklembourg-Strelitz en 1701.
Schönberg devient chef-lieu administratif, avec privilèges de ville, en 1822. Après l'unité allemande de 1871, Schönberg se trouve dans l'ombre de Lübeck. Elle devient chef-lieu administratif du district de Schönberg en 1934, jusqu'à ce que Grevesmühlen la remplace en 1949 à l'époque de la république démocratique allemande.

## Personnalités liées à la ville
- Marguerite-Élisabeth de Mecklembourg-Gadebush (1584-1616), duchesse née à Schönberg.
- Johann Albrecht von Mandelslo (1616-1644), aventurier née à Schönberg.

## Jumelage
- Ratzeburg (Allemagne) depuis le 7 octobre 1990[1]

## Architecture et tourisme

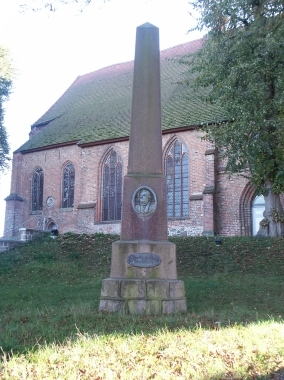
Obélisque de Luther (1883)

- Église Saint-Laurent (XIIIe siècle) : un festival estival de musique s'y tient chaque année. Son orgue de Winzel (1847) est réputé.
- Obélisque de Luther, avec un médaillon (1883) d'Albert Manthe
- Volkskundemuseum : musée retraçant l'histoire de la principauté de Ratzebourg
- Monument aux victimes du fascisme[2] (1951)